# 화이트 핫: 애버크롬비 & 피치, 그 흥망의 기록
《화이트 핫 - 애버크롬비 & 피치, 그 흥망의 기록》(영어: White Hot: The Rise & Fall of Abercrombie & Fitch)은 2022년 공개한 미국의 다큐멘터리 영화이다.